# František Řebíček
František Řebíček (10. května 1931 Praha – 7. dubna 2021) byl český zvukař a textař.

## Život
Vyučil se jemným mechanikem a od roku 1951 působil v nahrávacích studiích Supraphonu. Jako zvukař je podepsaný pod stovkami nahrávek nejen populární hudby, ale i jazzu. Psaní textů se věnoval od roku 1964, spolupracoval s Jiřím Zmožkem, Karlem Svobodou, Karlem Vágnerem nebo Michalem Davidem. Jeho texty zpívali Karel Gott, Václav Neckář, Waldemar Matuška, Věra Špinarová a další.
Pro Michala Davida napsal texty Pár přátel stačí mít, Colu, pijeme colu, nebo Céčka, sbírá céčka. Nepsal však jen pro Davida, kterého znal od jeho dětství. Několik textů stvořil i pro Jiřího Zmožka, Karla Svobodu či Karla Vágnera. Krom toho byl autorem textů k písním Bláznova ukolébavka, kterou nazpíval Pavel Dydovič, nebo Už mi lásko není dvacet let z repertoáru Jiřího Zmožka.